# 帳票DX
帳票DX（ちょうひょうディーエックス）は、オプロが提供するクラウド型の電子帳票システムである。2022年にサービス提供が開始され、クラウド環境において帳票の設計、出力、配信を行う機能を提供している。

## 概要
帳票DXは、PDF形式やOffice形式を含む各種業務帳票の生成・配信をクラウド上で行うサービスで、企業の販売管理、人事労務、財務・会計分野などでの帳票作成業務を対象としている。帳票テンプレートの設計機能を備えており、Salesforceをはじめとする業務アプリケーションと連携して帳票を出力する用途で用いられる。